# Micrathena reimoseri
Micrathena reimoseri là một loài nhện trong họ Araneidae.
Loài này thuộc chi Micrathena. Micrathena reimoseri được Cândido Firmino de Mello-Leitão miêu tả năm 1935.